# Administración Ártica y Antártica China
La Administración Ártica y Antártica China (en chino, 国家海洋局极地考察办公室; en inglés: Chinese Arctic and Antarctic Administration, abreviado CAA) es una agencia de la Administración Oceánica Estatal de la República Popular China, con sede en Pekín. Fundada en 1981, gestiona el programa científico chino tanto para el Ártico como para la Antártida, y proporciona apoyo logístico para las expediciones antárticas.
La CAA está dividida en cuatro departamentos: Asuntos Generales, Operaciones y Logística, Programas Científicos y Cooperación Internacional. Además de ello, cuenta con una oficina en la embajada china en Santiago de Chile y opera una base de entrenamiento de invierno en Yabuli. Su director es Qu Tanzhou.
La CAA organiza, coordina y supervisa el programa polar chino. Como tal, tiene la responsabilidad de desarrollar una estrategia nacional integral de investigación polar, desarrollar políticas para dirigir las actividades nacionales de investigación polar, desarrollar un plan quinquenal que coordine la política nacional, actualizar el plan polar nacional cada año, coordinar la expedición nacional anual de investigación polar, promover la coordinación de programas de investigación polar con otras agencias y apoyar la cooperación en materia de investigación polar con otros países y organizaciones internacionales.
La CAA está afiliada al Centro Internacional de Investigación del Ártico y al Comité Internacional de Ciencia Ártica.

## Proyectos
Un reportaje de 2006 del Shanghai Daily afirmó que científicos chinos empezarían a poner nombre a 46 islas antárticas recientemente exploradas y que la CAA, junto con su Sina.com, empezaría a recolectar nombres candidatos. Entre 2007 y 2009, la CAA organizó un proyecto de investigación de iniciativa pública para mejorar su entendimiento de las cuestiones legales, militares y políticas relacionadas con el Ártico. La agencia también opera una base de entrenamiento de invierno en la estación de esquí de Yabuli en la provincia septentrional de Heilongjiang.
El programa chino del Año Polar Internacional 2007-2008 incluyó un consorcio entre la Fundación Polar Internacional, la CAA y el Instituto de Investigación Polar de China. Esto incluyó la participación del reportero y fotógrafo Jean de Pomereu en la 25.ª expedición CHINARE a finales de 2008. De Pomereu viajó a bordo del rompehielos chino Xuelong («Dragón de Nieve») e informó desde la Base Zhongshan, la base china de la parte oriental de la Antártida. La expedición enviada por la CAA también tuvo la misión de empezar la construcción de la Base Kunlun, la tercera base china en la Antártida.
Xuelong, el único rompehielos chino de investigación polar, fue adquirido a Ucrania en 1993. Desde entonces, ha realizado 24 expediciones de investigación a la Antártida y tres al Ártico. En 2009, la CAA empezó a hacer planes para construir un nuevo rompehielos chino debido a la creciente implicación china en la exploración polar.